# 三氧化二鐠
三氧化二鐠（化學式：Pr2O3），又稱氧化鐠（Ⅲ），是稀土元素鐠的倍半氧化物。它是黄绿色固体，难溶于水和碱液，但可溶于强无机酸溶液中。固体属六方晶系，金属离子配位数为7，有6个氧原子占据八面体的六个角，第七个氧原子则处于八面体的一个面中心。
镨最稳定的氧化物是十一氧化六鐠（Pr6O11），一般简称为氧化镨。

## 製備
三氧化二镨只有在高温下还原十一氧化六鐠才能得到，不能由镨在空气中燃烧制备。

## 用途
三氧化二鐠每年約生產2500噸，它除了可作為玻璃或陶瓷的染色劑外，還可以用來製造有特殊需求的玻璃。